# Guerneville (California)
Guerneville (pronunciado /ˈɡɜrnvɪl/ o guern-vil) es un lugar designado por el censo ubicado en el condado de Sonoma en el estado estadounidense de California. En el año 2000 tenía una población de 2,441 habitantes y una densidad poblacional de 286.9 personas por km². Guerneville se encuentra ubicada al norte del Área de la Bahía de San Francisco

## Geografía
Larkfield-Wikiup se encuentra ubicado en las coordenadas 38°30′23″N 122°59′27″O / 38.506349, -122.990834. Según la Oficina del Censo, la ciudad tiene un área total de 8,9 km² (3,4 mi²), de la cual 8,5 km² (3,3 mi²) es tierra y 0,4 km² (0,2 mi²) (4.7%) es agua.

## Demografía
Cuenta con 2.441 habitantes en el censo de 2000 de los cuales el 87% eran blancos, el 15% latinoaméricanos, el 5% mezcla de razas, el 1% negros, el 1% indígenas, el 1% asiáticos.
El 90% habla inglés y el 10% habla otro idioma, entre ellos el 6% español, y el 1`% habla el ruso, francés, alemán, y el portugués respectivamente, menos del 1% habla otros idiomas incluyendo tagalo, tailandés y otros idiomas.
Según la Oficina del Censo en 2000 los ingresos medios por hogar en la localidad eran de $37,266, y los ingresos medios por familia eran $45,875. Los hombres tenían unos ingresos medios de $32,350 frente a los $31,429 para las mujeres. La renta per cápita para la localidad era de $22,793. Alrededor del 13.1% de la población estaban por debajo del umbral de pobreza.

## Turismo gay
El pueblo es un balneario al lado del río Ruso y sus visitantes son, generalmente, familias, gais y lesbianas y entusiastas del camping, kayak y excursionismo. El pueblo es notable por ser un lugar rural donde hay una gran proporción de negocios, cantinas y disco orientados a la comunidad LGBT. Cada año ocurre el «Lazy Bear Weekend» (fin de semana de los osos vagos, en inglés) un evento para la comunidad de los osos (una subcultura gay) para generar fondos para caridades especialmente para investigaciones del VIH/SIDA.